# Thione Seck
Thione Ballago Seck (Dakar, 12 maart 1955 - aldaar, 14 maart 2021) was een Senegalees zanger en songwriter. Hij wordt gezien als een van de groten van het mbalax-genre en als een van de grootste zangers van Senegal.

## Biografie
Seck komt uit een familie van griots. Seck zong en speelde als jongen tijdens religieuze ceremonies rond doop en besnijdenis. Hij was zanger in de Star Band en daarna (in de jaren 1970) in Orchestra Baobab, de succesvolle band die mbalax combineerde met Latijns-Amerikaanse salsa. Vanaf de jaren 1980 bracht hij eigen albums uit met zijn band Raam Daan.
Seck groeide in Dakar op met een mix van invloeden: Senegalese percussie, de muziek van Indiase Bollywood films, Arabische muziek en de islamitische oproep tot gebed. Seck maakte mbalax-muziek, gekenmerkt door opzwepende sabar-percussie, Latijns-Amerikaanse invloeden en zijn melancholieke zang. Zijn zangstijl was beïnvloed door de Bollywood-films waarmee hij als kind opgroeide.
Seck en zijn band gaven optredens in Senegal, Europa en Canada. In 1987 traden ze op in de Melkweg in het kader van het Amsterdam Roots Festival.

### Orientation / Orientissime (2005)
Op Seck's album Orientation / Orientissime (2005) combineerde Seck Senegalese mbalax met invloeden van klassieke Arabische muziek en Bollywood-muziek. Hij werkte hiervoor samen met Afrikaanse, Egyptische en Indiase musici, naast orkestleider en arrangeur François Bréan en muziekproducent Ibrahim Sylla. Het album werd opgenomen in Dakar, Madras en Parijs. Het leverde een uitbundig album op, met naast traditionele Senegalese instrumenten ook weelderige strijkers, koortjes, blazers, oed, qanûn, citer en tablas.
Het album leverde Seck veel lof op van recensenten en het album werd genomineerd voor de BBC Radio 3 World Music Award in de categorie Album of the Year. Het album kwam echter een jaar uit na Youssou N'Dours bekroonde album Egypt, dat ook mbalax combineerde met Arabische invloeden. Dit was vermoedelijk toevallig, want zowel N'Dour als Seck waren al jaren met hun album bezig. Diverse recensenten oordeelden dat Orientation misschien wel beter was dan Egypt, en vroegen zich af hoe Seck's carrière was gelopen als Orientation eerder was uitgebracht dan Egypt.

## Discografie (selectie)
- Yow (1983)
- ... Dieulleul! (1988)
- Le Pouvoir D'un Coeur Pur (1988)
- Demb (1995)
- Daaly (1996)
- Favori (2000)
- XV Anniversary Live! (2000)
- Boul Doff (2001)
- Allo Petit (2005)
- Orientation / Orientissime (2005)